# Sphaerodactylus schuberti
Espèce
Sphaerodactylus schuberti est une espèce de geckos de la famille des Sphaerodactylidae.

## Répartition
Cette espèce est endémique de la Sierra de Neiba en République dominicaine.

## Étymologie
Cette espèce est nommée en l'honneur d'Andreas Schubert.

## Publication originale
- Thomas & Hedges, 1998 : A new gecko from the Sierra de Neiba of Hispaniola (Squamata: Gekkonidae: Sphaerodactylus). Herpetologica, vol. 54, n. 3, p. 333-336 (texte intégral).